# Drug Church
Drug Church (Drugskerk) is een Amerikaanse posthardcoreband uit Albany (New York).

## Geschiedenis
Drug Church begon als een nevenproject voor zanger Patrick Kindlon van Self Defense Family. Na in 2011 een drie nummers tellende demo online te hebben uitgebracht, werd de band begin 2012 gecontracteerd bij No Sleep Records. De oorspronkelijke line-up van de band bestond uit Patrick Kindlon, gitarist Nick Cogan, bassist Cory Galusha en drummer Chris Villeneuve. Hun debuut-ep, Swell, werd uitgebracht in 2012 en kreeg lovende kritieken. Dit vroege werk legde de basis voor de groeiende reputatie van Drug Church als een innovatieve en opwindende band in de punk- en hardcore-scènes.
Het volledige debuutalbum van Drug Church, Paul Walker, werd uitgebracht in 2013 en werd vrij goed ontvangen door muziekcritici. Het tweede album van de band, "Hit Your Head," uitgebracht in 2015, bleef de grenzen van hun geluid verleggen en bevatte teksten die sociale en persoonlijke kwesties verkenden met een mix van humor en introspectie.
In 2018 tekende Drug Church bij Pure Noise Records en bracht hun derde album, Cheer, uit, dat de bereidheid van de band toonde om te experimenteren met verschillende stijlen zoals grunge terwijl ze hun punk-ethos behielden. Het album kreeg lof voor zijn introspectieve en eerlijke teksten, evenals zijn bereidheid om complexe thema's aan te pakken.
Het vierde album van de band, Hygiene, werd aangekondigd op 10 november 2021 met de release van de singles "Miles of Fun" en "Detective Lieutenant" en werd via Pure Noise Records uitgebracht op 11 maart 2022. Op 1 maart 2023 bracht de band de single "Myopic" uit via Pure Noise Records.

## Discografie
- Paul Walker, 2013
- Hit Your Head, 2015
- Cheer, 2018
- Hygiene, 2022